# 山田恵里

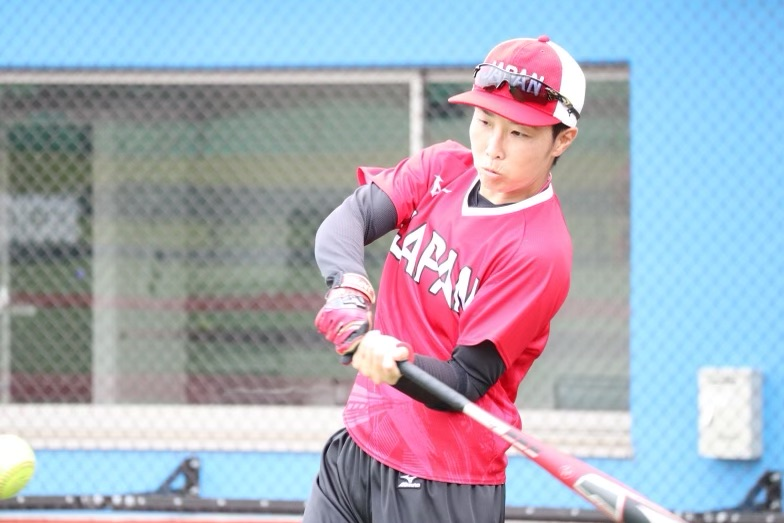
日本代表での練習風景

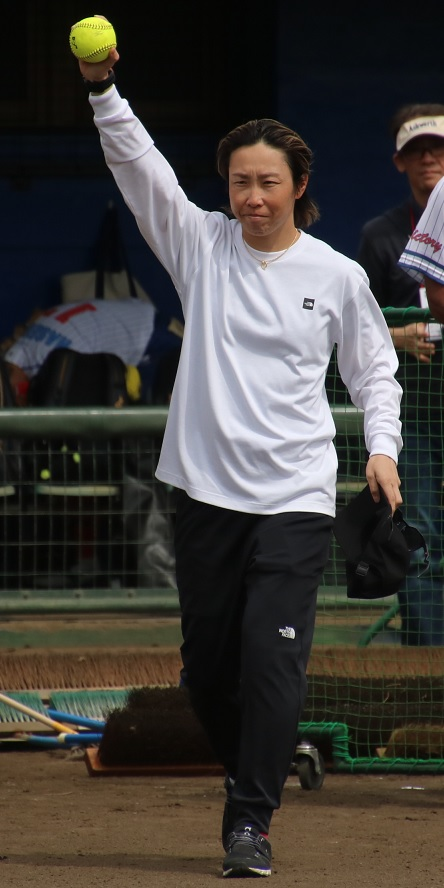
始球式にて (2024年)

山田 恵里（やまだ えり、1984年〈昭和59年〉3月8日 - ）は、神奈川県藤沢市出身の女子ソフトボール選手（外野手）。元ソフトボール日本代表。2004年アテネオリンピック銅メダリスト、2008年北京オリンピック金メダリスト、2021年開催の東京オリンピック金メダリスト。
卓越したソフトボールセンスから「女イチロー」の異名を持つ。日本女子ソフトボール史上最高の打者。

## 経歴
神奈川県藤沢市出身。小学1年生で野球を始め、中学3年生の時には男子野球部で不動の1番バッターとして活躍。神奈川県立厚木商業高等学校に進学後にソフトボールに転向した。
2002年、地元神奈川県の日立ソフトウェアに入団。ルーキーイヤーに日本リーグの本塁打王・打点王・ベストナイン賞・新人賞の4冠を獲得。以降、2022年に現役引退するまでに首位打者賞を5回、ベストナイン賞を14回受賞するなど、日本を代表する強打者となった。
日本代表としては、オリンピック（3回）をはじめ、世界選手権（6回）、アジア大会（4回）などの主要国際大会に数多く出場し、その全てでメダルを獲得している。金メダルを獲得した北京オリンピック・東京オリンピックでは、共に主将を務めた。
2013年・2015年には、アメリカのプロリーグNPFにも参戦した。2018年には日本リーグ通算400安打を達成、2019年には同通算200打点を達成。2021年にデンソーブライトペガサスに移籍。JDリーグ開幕初年度となった2022年のシーズン終了をもって現役引退。
- 1984年 - 神奈川県藤沢市で生まれる[2]。
- 1990年 - 藤沢市立御所見小学校に入学。2人の兄の影響で小学1年生の時に少年野球チームに入り軟式野球を始める。
- 1996年 - 藤沢市立御所見中学校に入学。男子野球部に所属。中学3年生の時には不動の1番バッターとして活躍[1]。
- 1999年 - 神奈川県立厚木商業高等学校に入学。女子は甲子園に出場できないと知り、15歳にしてソフトボールに転向。
- 2000年 - 高校2年生の時にインターハイ優勝[1]。
- 2001年 - 高校3年生の時にインターハイ2連覇[1]。
- 2002年 - 地元神奈川県で日本リーグ1部の日立ソフトウェア[注 1]に入団。ルーキーイヤーに日本リーグの本塁打王・打点王・ベストナイン賞[注 2]・新人賞の4冠を獲得[1]したほか、シーズン最多打点・最多得点・最多二塁打・最多盗塁・8連続安打のリーグ記録を樹立。
- 2003年 - 7月12日に行われた全国高校野球選手権・神奈川大会の開会式（横浜スタジアム）直後の開幕試合（川崎北-荏田）で始球式を務める。

日本代表としてジャパンカップ国際大会に出場し、優秀選手賞を獲得。
日本リーグのベストナイン賞（2年連続2回目）を受賞。
- 2004年 - アテネオリンピック日本代表に選出。銅メダル獲得。
- 2005年 - 日本リーグのベストナイン賞（3回目）を受賞。
- 2006年 - 世界選手権で銀メダル獲得。アジア大会で金メダル獲得。

日本リーグの首位打者賞（初）・ベストナイン賞（2年連続4回目）を受賞。
- 2007年 - 日本リーグのベストナイン賞を受賞（3年連続5回目）。
- 2008年 - 北京オリンピック日本代表に選出、主将を務める。決勝ではアメリカのオスターマンからホームランを放つなど、日本初の金メダル獲得に貢献。紫綬褒章受章[3]。

日本リーグの首位打者賞（2回目）・ベストナイン賞（4年連続6回目）を受賞。
- 2009年 - 日本リーグのベストナイン賞（5年連続7回目）を受賞。
- 2010年 - 世界選手権で銀メダル獲得。アジア大会で金メダル獲得。
- 2011年 - 日本リーグの首位打者賞（3回目）・ベストナイン賞（8回目）を受賞。
- 2012年 - 世界選手権で金メダル獲得。

日本リーグのベストナイン賞（2年連続9回目）を受賞。
- 2013年 - 夏場の日本リーグのオフシーズンにアメリカのシカゴ・バンディッツ（英語版）に練習生として加入し、NPF（アメリカのプロリーグ）に参戦[4]。

日本リーグのベストナイン賞（3年連続10回目）を受賞。
- 2014年 - 世界選手権で金メダル獲得。アジア大会で金メダル獲得。

日本リーグのベストナイン賞（4年連続11回目）を受賞。
- 2015年 - アメリカのダラス・チャージ（英語版）に加入し、2度目のNPF参戦。

日本リーグの首位打者賞（4回目）・ベストナイン賞（5年連続12回目）を受賞。
- 2016年 - 世界選手権で銀メダル獲得。
- 2017年 - 日本リーグのベストナイン賞（13回目）を受賞。
- 2018年 - 世界選手権で銀メダル獲得。アジア大会で金メダル獲得。

日本リーグ通算400安打を達成。リーグ特別表彰を受賞。
- 2019年 - 日本リーグ通算200打点を達成。
- 2020年 - シーズン終了をもって19年間在籍した日立サンディーバ[注 1]を退団。
- 2021年 - デンソーブライトペガサスに入団。

東京オリンピックに日本代表の主将として出場。オープニングラウンド（グループステージ）のカナダ戦では、タイブレークの延長8回裏に一死満塁からセンター前にサヨナラ打を放ち、日本の決勝進出および金メダル獲得に貢献。紫綬褒章受章。
日本リーグの首位打者賞（5回目）・ベストナイン賞（14回目）を受賞。
- 2022年 - 日本代表を引退。東京オリンピック優勝メンバーの内藤実穂が新主将に就任。

シーズン終了をもって現役引退。10月2日に行われた引退会見では、尊敬する上野由岐子が登場してその功績を称えた。JDリーグ特別表彰を受賞。

## 人物・エピソード
高校進学後に野球（中学校では男子野球部に所属）からソフトボールに転向した時のことについて「（ソフトボールは）女子の競技でお遊び程度かと思ったらスピード感や迫力に衝撃を受けた」と語っている。
東京オリンピック日本代表として金メダルを獲得した功績をたたえ、2021年9月24日、神奈川県藤沢市の御所見郵便局前に記念のゴールドポスト（第1号）が設置された（ゴールドポストプロジェクト）。
元日本代表の西山麗とは、共に1984年3月8日生まれ、厚木商業高校でインターハイ2連覇、日立ソフトウェアに同期入団、北京オリンピックで金メダル獲得という縁を持つ。

## 詳細情報

### タイトル
- 首位打者賞：5回（2006・2008・2011・2015・2021年）
- 本塁打王：1回（2002年）
- 打点王：1回（2002年）

### 表彰
- 新人賞（野手）：2002年
- ベストナイン賞（外野手）：14回（2002・2003・2005・2006・2007・2008・2009・2011・2012・2013・2014・2015・2017・2021年）
- リーグ特別表彰：2018年 ※リーグ通算400安打
- JDリーグ特別表彰：2022年

### 記録
- 連続安打数：11（歴代1位タイ）
- 1試合最多安打：4（歴代1位タイ）※3回
- 通算満塁本塁打：4（歴代1位タイ）

### 生涯成績
- 通算打率：.373（歴代2位）
- 通算安打：461（歴代1位）
- 通算二塁打：61（歴代1位）
- 通算三塁打：16（歴代1位タイ）
- 通算本塁打：51（歴代3位）
- 通算打点：219（歴代1位）

### 背番号
- 19（2002 - 2008）
- 10（2009 - 2010）
- 19（2011 - 2014）
- 10（2015）
- 19（2016 - 2020）
- 7（2021 - 2022）